# Bernardo Manrique de Lara
Fray Bernardo Manrique de Lara, OP (Aguilar de Campoo, Palencia, hacia 1500-Coín, Málaga, 25 de septiembre de 1564), religioso dominico español, obispo de Málaga.

## Biografía
Hijo natural de Garci Fernández Manrique de Lara, I marqués de Aguilar de Campoo y III conde de Castañeda, profesó como religioso Dominico, e hizo sus estudios en el Colegio de San Gregorio de Valladolid. Allí fue profesor de teología, llegando a ser rector en 1527 y 1532. Fue provincial de los dominicos en España en 1535.
Fue nombrado obispo de Málaga, por el papa Pablo III, en 1541. Ya que, como fraile, no tenía dinero alguno, pidió dinero al Cabildo para establecerse en Málaga.
Comenzó la construcción de la nueva Catedral, dada la estrechez agobiante de la mezquita convertida en catedral cristiana, con Enrique Egas y Pero López; por falta de dinero, se suspendieron las obras en 1541, y se reanudan en 1543 contando con los maestros Andrés de Vandelvira, Diego de Vergara y Hernán Ruiz. 
En Coín  adquirió una casa para descanso donde, debido a su estado de salud se retiró, por consejo médico, y falleció el 25 de septiembre de 1564, siendo sepultado en la catedral, y construido un magnífico sepulcro en mármol, con la estatua del obispo orante en el centro, terminado en 1565.
| Predecesor: César Riario | Obispo de Málaga 1541 – 1564 | Sucesor: Francisco Blanco Salcedo |